# Gravois Mills
Gravois Mills é uma cidade  localizada no estado americano de Missouri, no Condado de Morgan.

## Demografia
Segundo o censo americano de 2000, a sua população era de 208 habitantes.
Em 2006, foi estimada uma população de 227, um aumento de 19 (9.1%).

## Geografia
De acordo com o United States Census Bureau tem uma área de
2,2 km², dos quais 2,0 km² cobertos por terra e 0,2 km² cobertos por água.

## Localidades na vizinhança
O diagrama seguinte representa as localidades num raio de 16 km ao redor de Gravois Mills.